# Mehwish Hayat

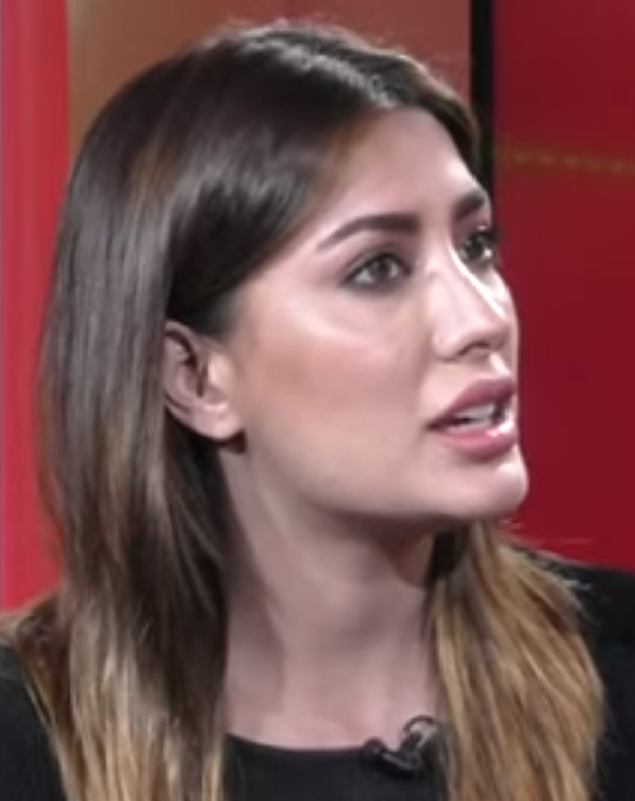
Mehwish Hayat (2019)

Mehwish Hayat (* 6. Januar 1988 in Karatschi, Sindh) ist eine pakistanische Schauspielerin, Synchronsprecherin, Sängerin und Model. Sie gilt als eine der profitabelsten Schauspieler ihres Landes.

## Leben
Hayat wurde am 6. Januar 1988 in Karatschi geboren. Ihre Mutter war in den 1980er Jahren eine gefragte Fernsehschauspielerin. Sie hat drei Geschwister, die alle in der Unterhaltungsindustrie tätig sind. Ihr ältester Bruder Zeeshan ist als Sänger und Komponist, ihre ältere Schwester Afsheen als Sängerin tätig. Ihr älterer Bruder Danish Hayat ist ebenfalls Schauspieler und mit dem bekannten Model Faiza Ashfaq verheiratet. Medien berichteten 2020 darüber, dass sie sich in einer Beziehung mit dem indischen Gangsterboss Dawood Ibrahim befände, bestätigte dies aber nie.
Seit ihrem 18. Lebensjahr ist Hayat als Fernsehschauspielerin tätig und wirkte in mehreren Fernsehserien mit. Von 2011 bis 2015 spielte sie in 88 Episoden der Fernsehserie Kitni Girhain Baaki Hain mit. Sie spielte 2015 die weibliche Hauptrolle der Marina im Film Youth Won't Come Again (Originaltitel Jawani Phir Nahi Ani), der eines der erfolgreichsten pakistanischen Filmproduktionen werden sollte. 2019 war sie in insgesamt 12 Episoden der Fernsehserie Enaaya in der titelgebenden Hauptrolle zu sehen. Im selben Jahr wirkte sie in der Hauptrolle der Zoya Rafaqat Chaudhry im Film Chhalawa mit. 2022 stellte sie in drei Episoden der Disney+-Serie Ms. Marvel die Rolle der Aisha dar.
2019 wurde sie für ihre Leistungen mit dem Lux Style Award und von der pakistanischen Regierung mit dem Tamgha-e-Imtiaz ausgezeichnet. Sie erhielt außerdem von Erna Solberg die Auszeichnung Pride of Performance.

## Filmografie (Auswahl)

### Schauspiel
- 2006: Neeli (Fernsehserie)
- 2008: Chaar Chand (Fernsehserie)
- 2009: With Gods Will (Insha'Allah)
- 2009: Bint e Muryum (Kurzfilm)
- 2010: Shehre Dil Key Darwazay (Fernsehserie)
- 2011: Footpath (Fernsehfilm)
- 2011–2012: Mere Qatil Mere Dildar (Fernsehserie)
- 2011–2015: Kitni Girhain Baaki Hain (Fernsehserie, 88 Episoden)
- 2012: Mirat-ul-Uroos (Fernsehserie)
- 2014: Na Maloom Afraad
- 2015: Dho Dala: The Sin Washer (Kurzfilm)
- 2015: Youth Won't Come Again (Jawani Phir Nahi Ani)
- 2015: Unsuni (Fernsehserie)
- 2016: Dil Lagi (Fernsehserie)
- 2016: Actor in Law
- 2016: Ishq Mein Tere (Fernsehserie)
- 2017: Punjab Nahi Jaungi
- 2018: Load Wedding
- 2018: 3 Bahadur: Rise of the Warriors
- 2019: Enaaya (Fernsehserie, 12 Episoden)
- 2019: Chhalawa
- 2019: Baaji
- 2022: Ms. Marvel (Fernsehserie, 3 Episoden)
- 2022: London Nahi Jaunga

### Synchronisationen
- 2018: Youth Won't Come Again 2 (Jawani Phir Nahi Ani 2)

## Diskografie (Auswahl)
- 2010: Pani Barsa – Man Jali
- 2011: Tell Me Why – Meri Behan Maya
- 2012: Har Saans Gawahi Deta Hai – Mirat-ul-Uroos
- 2013: Mujhse Ab Meri Mohabbat Ke Fasanena Kaho – Talkhiyaan
- 2016: Tu Hi Tu
- 2019: Dil Saab Dil Babu – Sitaron Bhari Raat
- 2019: Chamkeeli